# ترنچی‌ها

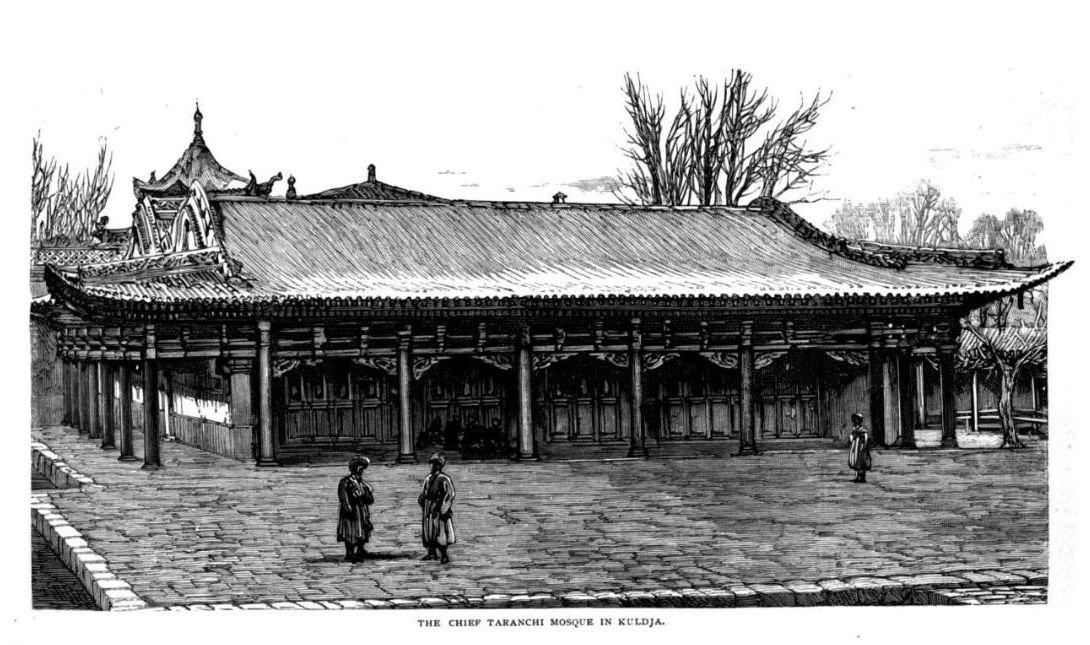
مسجد اصلی ترنچی در قولجه.

تَرَنچی‌ها گروهی از مسلمانان باشندهٔ واحه‌های پیرامون حوضه تاریم در ایالت کنونی سین کیانگ چین می‌باشند. آنان از تبار اویغورها، تخاری‌ها و دیگر اقوام ایرانی‌تبار، خلخ‌ها، مغولان و دیگر مردمان ترکی-مغولی می‌باشند. مذهب آنان سنی حنفی است. زبان آنان گویش ترکی خَلُّخی می‌باشد که وام‌واژه‌های فراوانی از فارسی، عربی، چینی و مغولی درخود دارد.

## ریشهٔ نام
ترنچی گرفته‌شده از واژهٔ مغولی تری به معنای شانه‌زدن می‌باشد که استعاره‌ای‌است از شخم‌زدن و اشاره به پیشهٔ آنان که کشاورزی است دارد.

## تاریخچه
نخستین اشاره‌ها به ترنچی‌ها به سدهٔ نوزدهم میلادی بازمی‌گردد که در آن زمان دولت چین گروهی از کاشغری‌ها را در کرانهٔ رود ایلی جاگیر ساخت. در پیرامون ۱۸۲۰ و با بهره از شورش ترکستان چین ترنچی‌ها نیز از این بخت بهره‌بردند و زیر فرمان سلطان ابول آغلان حکومتی خودمختار به راه انداختند. در ۱۸۸۱ و برپایهٔ پیمان سن‌پترزبورگ ترکستان شرقی به چین واگذار شد. در این زمان بیشتر ترنچی‌ها با خروج روس‌ها به روسیه کوچیدند و در هفت‌آب ساکن شدند. در ۱۸۹۷ جمعیت ترنچی‌های روسیه به بیش از ۶۶هزار تن می‌رسید. در ۱۹۱۱ از ۲۵ هزار جمعیت یارکند ۱۶هزارتایش ترنچی بودند. تا آغاز سدهٔ بیستم هنوز چند هزار ترنچی در چین مانده‌بودند. چینی‌ها در سدهٔ بیستم در سرشماری‌ها به‌طور مستقل از ترنچی‌ها نام نمی‌بردند و آنان را بخشی از اویغوران می‌شمردند. در پی شورش ۱۹۶۲ در سین کیانگ و رسرکوب سخت از سوی چینیان بسیاری از ترنچی‌ها در موج دیگری از مهاجرت به شوروی پناه‌بردند و بسیاری از آنان در قزاقستان جاگیر شدند.